# حامد هاکان
حامد ذاکری ملقب به حامد هاکان (زاده ۱۷ مرداد ۱۳۶۲) در شهرری (درگذشته ۱۲ مهر ۱۳۹۶) در تهران خواننده، آهنگساز، ترانه‌سرا و تنظیم‌کننده، موسیقی پاپ ایرانی بود.
وی جزء سیاه خوانان موسیقی پاپ به شمار می رفت و از جمله معدود کسانی بود که تا انتها از این سبک موسیقیایی در کارهایش استفاده نمود.

## زندگی‌نامه
حامد هاکان در یک خانواده مذهبی به دنیا آمد و از سن ۶ سالگی خواندن را با اشعار مذهبی شروع کرد و بیشتر به سبک سنتی مشغول بود، اما در ۱۶ یا ۱۷ سالگی به موسیقی پاپ روی آورد. پدر وی محمدعلی ذاکری از روحانیون شهرری است.

وی بعد از سال‌ها فعالیت در عرصه موسیقی سرانجام در سال ۱۳۹۳ موفق به اخذ مجوز از وزارت فرهنگ و ارشاد اسلامی شد. گرچه در طی حیاتش هیچگاه آلبومی به صورت رسمی از او وارد بازار نشد.
حامد هاکان در عصر چهارشنبه ۱۲ مهر ۱۳۹۶ در سن ۳۴ سالگی بر اثر ایست قلبی درگذشت. پیکر وی در روز جمعه ۱۴ مهر ۱۳۹۶ در قطعهٔ ۳۰۰، ردیف ۶۶، شماره ۱۴۰ بهشت زهرا دفن شد.

## آلبوم‌ها

### قاتل حرفه‌ای (۱۳۸۳)
حامد هاکان در تابستان سال ۱۳۸۳ اولین آلبوم خود را با نام قاتل حرفه‌ای با ۱۲ تراک به صورت اینترنتی منتشر کرد.
او با این آلبوم به عنوان یکی از سیاه‌خوانان موسیقی پاپ معرفی شد و همکاری وی با خانوم تاج (ترانه سرا) هرگز گفته نشد بعد از آن به دنبال موسیقی الکترونیکی و سازهای مربوط به آن رفت و یکی از اولین کسانی بود که از DJ در موسیقی‌اش استفاده کرد.
| #  | نام ترانه         | ترانه‌سرا       | آهنگساز               | تنظیم‌کننده   | توضیحات                             |
| -- | ----------------- | -------------- | --------------------- | ------------ | ----------------------------------- |
| ۱  | کتاب عشق          | داریوش ایزدپور | حامد هاکان            | حامد هاکان   |                                     |
| ۲  | قاتل حرفه‌ای       | حامد هاکان     | حامد هاکان            | حامد هاکان   |                                     |
| ۳  | نپیچون ما رو دیگه | حامد هاکان     | حامد هاکان            | حامد هاکان   |                                     |
| ۴  | خواهرم            | حامد هاکان     | حامد هاکان            | حامد هاکان   |                                     |
| ۵  | غم دریا           | حامد هاکان     | حامد هاکان            | حامد هاکان   | نوازنده کیبورد: امیر گوهریان        |
| ۶  | دنیا              | حامد هاکان     | سروش طهماسبی          | شادمهر عقیلی | کاور قطعه «ژینا» از شادمهر عقیلی    |
| ۷  | خدای من           | داریوش ایزدپور | حامد هاکان            | حامد هاکان   |                                     |
| ۸  | زهره من           | حامد هاکان     | Los Lobos             |              | کاور قطعه «دسپرادو» از فیلم دسپرادو |
| ۹  | سپیده             | حامد هاکان     | حامد هاکان            | حامد هاکان   |                                     |
| ۱۰ | مارال             | حامد هاکان     | فرهاد مرفه، سیاوش شمس |              | کاور قطعه «صحنه» از سیاوش شمس       |
| ۱۱ | اشک نقره‌ای        | حامد هاکان     | حامد هاکان            | حامد هاکان   |                                     |
| ۱۲ | ندای من           | حامد هاکان     | حامد هاکان            | حامد هاکان   |                                     |

### قاتل حرفه‌ای ۲ (۱۳۸۴)
هاکان بعد از آلبوم «قاتل حرفه‌ای» از طریق یکی از دوستان با محسن چاوشی آشنا شد و در آلبوم خودکشی ممنوع محسن چاوشی به عنوان خواننده میهمان حاضر بود.
او علاوه بر آهنگ‌های خود در بعضی از قطعات محسن چاوشی از جمله «خودکشی ممنوع»، «سه‌شنبه‌ها» و «تهمت» نیز وکال معرفی ابتدایی تراک را انجام داده‌است.

حامد هاکان در تابستان ۱۳۸۴ آلبوم «قاتل حرفه‌ای ۲» را با همکاری محسن چاوشی آماده و روانه بازار کرد و انتشار این آلبوم شهرت وی را دوچندان نمود. این آلبوم شامل چند قطعه جدید و قطعاتی از آلبوم اول هاکان می‌باشد.
| #  | نام ترانه        | ترانه‌سرا       | آهنگساز    | تنظیم‌کننده  | توضیحات                                           |
| -- | ---------------- | -------------- | ---------- | ----------- | ------------------------------------------------- |
| ۱  | الهی بمیری       | حامد هاکان     | حامد هاکان | حامد هاکان  |                                                   |
| ۲  | قید منو دیگه بزن | حامد هاکان     | حامد هاکان | رضا فوادیان | با همراهی محسن چاوشی                              |
| ۳  | سوت و کور        | حامد هاکان     | حامد هاکان | حامد هاکان  |                                                   |
| ۴  | قاتل حرفه‌ای ۲    | حامد هاکان     | حامد هاکان | رضا فوادیان | با همراهی محسن چاوشی                              |
| ۵  | شهد مسموم        | حامد هاکان     | حامد هاکان | رضا فوادیان | با همراهی محسن چاوشی                              |
| ۶  | کتاب عشق         | داریوش ایزدپور | حامد هاکان | حامد هاکان  |                                                   |
| ۷  | نپیچون مارو دیگه | حامد هاکان     | حامد هاکان | حامد هاکان  |                                                   |
| ۸  | خدای من          | داریوش ایزدپور | حامد هاکان | حامد هاکان  |                                                   |
| ۹  | نفس نفس          | حامد هاکان     | حامد هاکان | حامد هاکان  |                                                   |
| ۱۰ | ریحانه           | حامد هاکان     | حبیب       | حامد هاکان  | کاور قطعه «لحظه‌ها» از حبیب                        |
| ۱۱ | آیدا             | حامد هاکان     | حامد هاکان | حامد هاکان  |                                                   |
| ۱۲ | مریم گلخونه‌ای    | حامد هاکان     | حامد هاکان | حامد هاکان  |                                                   |
| ۱۳ | تف به مرامت عوضی | حامد هاکان     | حامد هاکان | حامد هاکان  |                                                   |
| ۱۴ | DJ Mix           |                | حامد هاکان | حامد هاکان  | بازخوانی گزیده‌ای از قطعات محسن چاوشی، هایده و آرش |

### لوتی دست‌خوش (۱۳۸۵)
در بهار سال ۱۳۸۵ آلبومی غیررسمی با نام «لوتی دست‌خوش» از حامد هاکان در اینترنت منتشر شد که در بعضی از قطعات آن صدای شخصی به نام «علی ایرج» بدون اجازه صاحب اثر میکس شده بود. این آلبوم شامل چند قطعه قدیمی و جدید از هاکان و قطعاتی با صدای علی ایرج و امیر ارجینی بوده و هاکان از انتشار آن رضایت نداشته‌است.
| #  | نام ترانه             | ترانه‌سرا       | آهنگساز    | تنظیم‌کننده | توضیحات                                                  |
| -- | --------------------- | -------------- | ---------- | ---------- | -------------------------------------------------------- |
| ۱  | عمو سبزی‌فروش          | شعر قدیمی      | حامد هاکان | حامد هاکان | بازخوانی ترانه قدیمی عمو سبزی‌فروش                        |
| ۲  | اشی‌مشی                | شعر قدیمی      | حامد هاکان | حامد هاکان | بازخوانی ترانه قدیمی گنجشکک اشی‌مشی                       |
| ۳  | دکلمه (مثنوی پریشانی) | اسلام ولی‌محمدی |            |            | با صدای امیر ارجینی                                      |
| ۴  | دل من                 |                |            |            | با صدای علی ایرج                                         |
| ۵  | گریه نکن              | حامد هاکان     | حامد هاکان | حامد هاکان |                                                          |
| ۶  | جاده‌ها                | حامد هاکان     | حامد هاکان | حامد هاکان | ورژن کامل قطعه «سپیده» از آلبوم قاتل حرفه‌ای              |
| ۷  | خنده مهربون           | حامد هاکان     | حامد هاکان | حامد هاکان | با همراهی علی ایرج                                       |
| ۸  | لوتی دست‌خوش           | حامد هاکان     | حامد هاکان | حامد هاکان | با همراهی علی ایرج                                       |
| ۹  | معشوق من              | داریوش ایزدپور | حامد هاکان | حامد هاکان | این قطعه با نام «خدای من» در آلبوم قاتل حرفه‌ای وجود دارد |
| ۱۰ | نامه آخر              | حامد هاکان     | حامد هاکان | حامد هاکان |                                                          |
| ۱۱ | نیلوفر                | حامد هاکان     | حامد هاکان | حامد هاکان | با همراهی علی ایرج                                       |
| ۱۲ | تو رو خدا             | ترانه محلی     | حامد هاکان | حامد هاکان | بازخوانی ترانه قدیمی بیا بریم دشت - با همراهی علی ایرج   |

### فرشته زمینی (۱۳۹۸)
فرشته زمینی عنوان اولین و آخرین آلبوم رسمی حامد هاکان است که با مجوز وزارت فرهنگ و ارشاد در صبح روز سه‌شنبه ۱۵ مرداد ۱۳۹۸، دو سال پس از فوت او از سوی مؤسسه صوت «آوای هنر» روانه بازار موسیقی شد. این آلبوم شامل ده قطعه از محبوبترین آثار هاکان می‌باشد که تعدادی از آنها در گذشته با تنظیم‌های متفاوت منتشر شده بود.

پروسه تهیه و تولید و کسب مجوز برای این آلبوم از حدود ده سال قبل از انتشار آن آغاز شد و در نهایت بعد از درگذشت هاکان به درخواست و با حمایت و پیگیری خانواده‌اش، با نیت صرف عواید آن در امور خیریه انتشار یافت.

پخش: ۱۵ مرداد ۱۳۹۸

سبک: پاپ، ترنس، هاوس

زمان: ۳۸:۱۲

ناشر: مؤسسه صوت آوای هنر

تنظیم قطعات، میکس و مسترینگ: نوتیس موزیک به مدیریت میلاد ترابی

نوازنده گیتار: کیان دارات

نوازنده بوزوکی: بهنام حکیم

مدیر امور تولید و اجرایی: علی نیکونیا

طراح جلد: بهرنگ نامداری
| #  | نام ترانه         | ترانه‌سرا   | آهنگساز    | تنظیم‌کننده  | مدت   | توضیحات                                                                                           |
| -- | ----------------- | ---------- | ---------- | ----------- | ----- | ------------------------------------------------------------------------------------------------- |
| ۱  | دریا              | حامد هاکان | حامد هاکان | میلاد ترابی | ۰۳:۵۵ | ورژن دیگر این قطعه با تنظیم امیر حیدری در سال ۱۳۸۸ منتشر شده‌است                                   |
| ۲  | تنهام بذار        | حامد هاکان | حامد هاکان | میلاد ترابی | ۰۳:۵۷ | دموی ورژن دیگر این قطعه در سال ۱۳۹۷ منتشر شده‌است                                                  |
| ۳  | نیا غربت          | حامد هاکان | حامد هاکان | میلاد ترابی | ۰۴:۳۱ | ورژن دیگر این قطعه با نام «فرار مغزها» با تنظیم امیر حیدری در سال ۱۳۸۹ منتشر شده‌است               |
| ۴  | فرشته زمینی       | حامد هاکان | حامد هاکان | میلاد ترابی | ۰۴:۰۸ | ورژن دیگر این قطعه با تنظیم مجتبی اسدپور در سال ۱۳۹۶ منتشر شده‌است                                 |
| ۵  | کوه به کوه نمی‌رسه | حامد هاکان | حامد هاکان | میلاد ترابی | ۰۳:۳۱ | نسخه‌های دیگر این قطعه به نام‌های «فکر نکن» و «آدم به آدم می‌رسه» در سال‌های ۱۳۸۴ و ۱۳۹۲ منتشر شده‌است |
| ۶  | آسمون غربت        | حامد هاکان | حامد هاکان | میلاد ترابی | ۰۴:۱۲ | ورژن ماکت این قطعه در سال ۱۳۹۰ منتشر شده‌است                                                       |
| ۷  | آهای مردُم         | حامد هاکان | حامد هاکان | میلاد ترابی | ۰۳:۳۹ | ورژن مینی‌میکس این قطعه در سال ۱۳۹۰ منتشر شده‌است                                                   |
| ۸  | با من بمون        | حامد هاکان | حامد هاکان | میلاد ترابی | ۰۳:۳۷ | ورژن دیگر این قطعه در سال ۱۳۹۴ منتشر شده‌است                                                       |
| ۹  | بی تو می‌میرم      | حامد هاکان | حامد هاکان | میلاد ترابی | ۰۳:۱۶ |                                                                                                   |
| ۱۰ | نفرین به سفر      | حامد هاکان | حامد هاکان | میلاد ترابی | ۰۳:۲۱ | دموی ورژن دیگر این قطعه با تنظیم امین کاوه در سال ۱۳۹۴ منتشر شده‌است                               |

## تک‌آهنگ‌ها
از حامد هاکان تاکنون بیش از ۱۰۰ تک‌آهنگ منتشر شده که برخی از آن‌ها را در فهرست زیر مشاهده می‌کنید.

تعدادی از این قطعات متعلق به دیگر خواننده‌ها است و در آلبوم‌های آن‌ها قرار دارد و هاکان به عنوان همخوان در این آثار حضور داشته‌است. تعدادی دیگر نیز مربوط به سال‌های آغازین فعالیت او می‌باشد که وی در این قطعات به صورت تمرینی آثار دیگر هنرمندان را بازخوانی کرده‌است.

توجه: در ابتدای فعالیت موسیقایی هاکان قطعاتی در اینترنت به‌اشتباه به نام او منتشر شد که متعلق به افراد دیگر بوده و هاکان در این آثار حضور نداشته‌است. از آن جمله می‌توان به آهنگ «تو کجایی» با شعر "گوشه گوشه‌های تهرون، هر زمان که پا می‌ذارم…" یا آهنگ «می‌میرم برات» با شعر "می‌میرم برات، نمی‌دونستی می‌میرم بی تو بدون چشات…" اشاره کرد.

همچنین آهنگ «دیگه میرم» با شعر «خداحافظ، دیگه رفتم پایان ثانیه منم…» قطعه دیگری است با صدای رضا کیان، سجاد قاسمی و پویا بیاتی که در فضای مجازی به‌اشتباه به نام حامد هاکان منتشر شده‌است.
| نام ترانه                      | ترانه‌سرا                      | سال پخش | همخوان                                               | توضیحات                                                   |
| ------------------------------ | ----------------------------- | ------- | ---------------------------------------------------- | --------------------------------------------------------- |
| خودکشی ممنوع                   | ترانه مکرم                    | ۱۳۸۴    | محسن چاوشی                                           | قطعه اول آلبوم خودکشی ممنوع محسن چاوشی                    |
| آهای خبر نداری                 | محسن یگانه                    | ۱۳۸۴    | محسن چاوشی و محسن یگانه                              | قطعه دوم آلبوم خودکشی ممنوع محسن چاوشی                    |
| ریمیکس                         |                               | ۱۳۸۴    | با صدای محسن چاوشی و زیرصدای حامد هاکان و محسن یگانه | قطعه پایانی آلبوم خودکشی ممنوع محسن چاوشی                 |
| قاتل حرفه‌ای ۳                  | حامد هاکان                    | ۱۳۸۴    | محسن چاوشی                                           | ورژن شروع وکال با محسن چاوشی                              |
| قاتل حرفه‌ای ۴                  | حامد هاکان                    | ۱۳۸۴    | محسن چاوشی                                           | ورژن گیتار الکتریک                                        |
| شهد مسموم                      | حامد هاکان                    | ۱۳۸۴    | محسن چاوشی                                           | ورژن اولیه                                                |
| تو این زمونه                   |                               | ۱۳۸۴    | محسن چاوشی                                           | بازخوانی ترانه شاد قدیمی                                  |
| دل                             | مریم حیدرزاده                 | ۱۳۸۴    | محسن چاوشی                                           |                                                           |
| تنگ بلوری                      | امیر ارجینی                   | ۱۳۸۴    | با صدای محسن چاوشی و زیرصدای حامد هاکان              | قطعه سوم آلبوم لنگه کفش محسن چاوشی                        |
| نشکن دلمو                      | محسن یگانه                    | ۱۳۸۴    | محسن یگانه و محسن چاوشی                              | قطعه چهارم آلبوم سال کبیسه محسن یگانه                     |
| سرنوشت (خنجر)                  | محسن یگانه                    | ۱۳۸۴    | محسن یگانه                                           | قطعه پایانی آلبوم سال کبیسه محسن یگانه                    |
| آخرین نفس                      | نجمه حسینی، فروغ فرخزاد       | ۱۳۸۴    | علی حسینی                                            |                                                           |
| مسافر شب                       | نجمه حسینی                    | ۱۳۸۴    | علی حسینی                                            |                                                           |
| فکر نکن                        | حامد هاکان                    | ۱۳۸۴    |                                                      |                                                           |
| هر کس رو بیشتر دوست داری       | حامد هاکان                    | ۱۳۸۴    |                                                      | کاور قطعه‌ای از مکابیز                                     |
| سحر (سکه ماه)                  | حسین منزوی                    | ۱۳۸۴    |                                                      | بازخوانی قطعه‌ای از افشین                                  |
| دلبر                           | همایون هوشیارنژاد             | ۱۳۸۴    |                                                      | بازخوانی قطعه‌ای از شهیاد                                  |
| عروسک من                       |                               | ۱۳۸۴    |                                                      | بازخوانی ترانه کودکانه                                    |
| DJ Sarcheshmeh                 |                               | ۱۳۸۴    |                                                      | در حمایت از وب‌سایت sarcheshmeh.ws                         |
| تو سال نو آدم باش              | حامد هاکان                    | ۱۳۸۵    |                                                      | به مناسبت نوروز ۱۳۸۵                                      |
| نامه آخر ۲                     | حامد هاکان                    | ۱۳۸۵    |                                                      | ورژن شروع با دکلمه                                        |
| نامه آخر ۳                     | حامد هاکان                    | ۱۳۸۵    | علی ایرج                                             |                                                           |
| لعنت به این رفاقت              | حامد هاکان                    | ۱۳۸۵    | یاشار عزیزی                                          |                                                           |
| وقتی رفتی                      | حامد هاکان                    | ۱۳۸۵    | با صدای علی ایرج و یاشار عزیزی و دکلمه حامد هاکان    |                                                           |
| لیلا                           | حامد هاکان                    | ۱۳۸۵    |                                                      |                                                           |
| آناهیتا                        | حامد هاکان، مریم حیدرزاده     | ۱۳۸۵    |                                                      |                                                           |
| نازنین                         | حامد هاکان                    | ۱۳۸۵    |                                                      | به زبان فارسی و آذری                                      |
| نگاه بی‌ریا                     | حامد هاکان                    | ۱۳۸۵    |                                                      |                                                           |
| دورو                           | ترانه محلی                    | ۱۳۸۵    |                                                      | بازخوانی قطعه «آرزو» از معین به زبان فارسی و کردی         |
| دورو (ریمیکس)                  |                               | ۱۳۸۵    |                                                      | ریمیکس قطعات دورو، لوتی دست‌خوش و…                         |
| بچگیا یادت هست (دمو)           | مریم حیدرزاده                 | ۱۳۸۵    |                                                      |                                                           |
| ایران من                       | سمیه ذاکری (خواهر حامد هاکان) | ۱۳۸۵    |                                                      |                                                           |
| سگ‌محلی                         | حامد هاکان                    | ۱۳۸۵    |                                                      |                                                           |
| من کشتمش                       | ترانه مکرم                    | ۱۳۸۵    |                                                      |                                                           |
| عیسای مهربان                   | حامد هاکان                    | ۱۳۸۵    |                                                      | در ستایش حضرت عیسی مسیح                                   |
| خودت خواستی                    | حامد هاکان                    | ۱۳۸۵    |                                                      | به زبان فارسی و آذری                                      |
| کاشکی بمیرم                    | حامد هاکان                    | ۱۳۸۵    |                                                      |                                                           |
| توی چشام زل نزن                | حامد هاکان، خیام              | ۱۳۸۵    |                                                      |                                                           |
| دشمن دخترا                     | حامد هاکان                    | ۱۳۸۵    |                                                      |                                                           |
| قناری من                       | حامد هاکان                    | ۱۳۸۵    |                                                      |                                                           |
| لالایی                         | مریم حیدرزاده                 | ۱۳۸۵    | با دکلمه مریم حیدرزاده                               |                                                           |
| نم نمک                         | حامد هاکان                    | ۱۳۸۵    |                                                      |                                                           |
| کویر باور                      | بهمن همتی‌زاده                 | ۱۳۸۵    |                                                      | بازخوانی قطعه‌ای از حبیب                                   |
| چشمات                          | بیژن سمندر                    | ۱۳۸۵    |                                                      | بازخوانی قطعه‌ای از الهه                                   |
| تقصیر توست                     | حامد هاکان                    | ۱۳۸۵    |                                                      | کاور قطعه «بابا» از معین                                  |
| مادر                           | حبیب                          | ۱۳۸۵    |                                                      | بازخوانی قطعه‌ای از حبیب                                   |
| قد و بالا                      | محمدعلی شیرازی                | ۱۳۸۵    |                                                      | بازخوانی قطعه «چرا نمی‌رقصی» از ویگن                       |
| نازی نازی                      | علی نظری                      | ۱۳۸۵    |                                                      | بازخوانی قطعه‌ای از مهستی                                  |
| چه کسی باور کرد                | حمید مصدق                     | ۱۳۸۵    |                                                      | بازخوانی قطعه «مرگ» از محسن چاوشی                         |
| دروغکی                         | اشکان رحیمیان                 | ۱۳۸۵    |                                                      | بازخوانی قطعه‌ای از مجتبی کبیری                            |
| عزیزم غصه نخور                 | هومن                          | ۱۳۸۵    |                                                      | بازخوانی قطعه «عزیزم» از احمدرضا نبی زاده                 |
| مهتاب خانم                     | بیژن سعیدی                    | ۱۳۸۵    |                                                      | بازخوانی قطعه‌ای از داوود بهبودی                           |
| فرنگیس                         | سعید دبیری                    | ۱۳۸۵    |                                                      | بازخوانی قطعه‌ای از سیاوش قمیشی                            |
| صحنه                           | ژاکلین                        | ۱۳۸۵    |                                                      | بازخوانی قطعه‌ای از سیاوش شمس                              |
| رسم زمونه                      | رسول نجفیان                   | ۱۳۸۵    |                                                      | بازخوانی قطعه‌ای از رسول نجفیان                            |
| دلم به عشق یارم                |                               | ۱۳۸۵    |                                                      | بازخوانی قطعه‌ای مذهبی دربارهٔ امام حسین (ع)                |
| یا علی                         | حامد هاکان                    | ۱۳۸۶    |                                                      | تیتراژ سریالی که به مرحله پخش نرسید                       |
| کاشکی بمیرم (ورژن جدید)        | حامد هاکان                    | ۱۳۸۶    | علی حسینی                                            |                                                           |
| به دام من میوفتی               |                               | ۱۳۸۶    | با صدای عماد و زیرصدای حامد هاکان                    |                                                           |
| بی‌کسی                          | حامد هاکان                    | ۱۳۸۶    | با صدای علی ایرج و یاشار عزیزی و دکلمه حامد هاکان    | ورژن جدید قطعه «وقتی رفتی»                                |
| دل صاب مرده                    | امیر فرجام                    | ۱۳۸۶    |                                                      | آهنگ و تنظیم: امیر فرجام                                  |
| آهای خبر نداری                 | محسن یگانه                    | ۱۳۸۶    |                                                      | تنظیم: امیر فرجام                                         |
| وقتی دیدمت                     | حامد هاکان                    | ۱۳۸۶    | عابد بسطامی                                          | تنظیم: عابد بسطامی و علیرضا افشار                         |
| شیرین و مجنون (ریمیکس)         |                               | ۱۳۸۶    | عابد بسطامی                                          | ورژن اولیه این قطعه با صدای عابد بسطامی می‌باشد            |
| عروسک                          |                               | ۱۳۸۶    | با صدای عابد بسطامی و زیرصدای حامد هاکان             |                                                           |
| داف زیقی                       | حامد هاکان                    | ۱۳۸۷    |                                                      | به مناسبت نوروز ۱۳۸۷ - آهنگ و تنظیم: امیر فرجام           |
| طعم پول                        | حامد هاکان                    | ۱۳۸۷    |                                                      |                                                           |
| تاب قفس                        | حامد هاکان                    | ۱۳۸۷    | رامین بیباک و یاشار عزیزی                            | ورژن جدید قطعه «لعنت به این رفاقت» - تنظیم: رامین بیباک   |
| یا زهرا (دمو)                  | حامد هاکان                    | ۱۳۸۷    |                                                      |                                                           |
| قناری من (ورژن جدید - دمو)     | حامد هاکان                    | ۱۳۸۷    |                                                      |                                                           |
| چشم‌آبی                         | حامد هاکان                    | ۱۳۸۷    | احمد زنوری                                           |                                                           |
| نیلوفر (ورژن اصلی)             | حامد هاکان                    | ۱۳۸۷    |                                                      |                                                           |
| ریحانه (ورژن جدید)             | حامد هاکان                    | ۱۳۸۷    |                                                      | کاور قطعه «لحظه‌ها» از حبیب                                |
| دوستم نداری                    | مسلم هاشمی                    | ۱۳۸۷    |                                                      | بازخوانی قطعه «ادعا» از هنگامه                            |
| عاشق شدنم محاله                | حامد هاکان                    | ۱۳۸۷    | امیر فرجام                                           | ورژن جدید قطعه «داف زیقی» - آهنگ و تنظیم: امیر فرجام      |
| دیدی گفتم                      | حامد هاکان                    | ۱۳۸۷    | عابد بسطامی                                          | تنظیم: عابد بسطامی و علیرضا افشار                         |
| الو الو                        | یغما گلرویی                   | ۱۳۸۷    | علی مرشدی، شروین و EFlex                             | قطعه دوم آلبوم «پاپوش» علی مرشدی                          |
| عرضم به حضورت                  | حامد هاکان                    | ۱۳۸۷    |                                                      | ورژن جدید قطعه «وقتی دیدمت»                               |
| تو نذار                        | حامد هاکان                    | ۱۳۸۷    | امین عطایی                                           | ورژن اولیه                                                |
| خیال نکن دوسِت دارم یه حرفه     | حامد هاکان                    | ۱۳۸۷    | امین عطایی                                           | ورژن دیگری از قطعه «تو نذار»                              |
| همسفر                          | حامد هاکان                    | ۱۳۸۷    |                                                      | ورژن ترنس قطعه «دیدی گفتم» - تنظیم: مرتضی شفیعی           |
| جهنم سرد                       | حامد هاکان                    | ۱۳۸۷    | محمد یاوری                                           | تنظیم: امیر فرجام                                         |
| جهنم سرد ۲                     | حامد هاکان                    | ۱۳۸۷    | نلی                                                  | به زبان فارسی و آذری - تنظیم: امیر فرجام                  |
| نفرین به تو                    | مریم اسدی                     | ۱۳۸۷    |                                                      | تنظیم: رضا صادقی                                          |
| قاتل حرفه‌ای ۵                  | حامد هاکان                    | ۱۳۸۷    |                                                      | تنظیم: رامین بیباک                                        |
| الو الو (ورژن جدید)            | یغما گلرویی                   | ۱۳۸۷    | علی مرشدی، شروین و EFlex                             | حامد هاکان در این ورژن قسمت بیشتری را خوانده‌است           |
| OITN                           | حامد هاکان                    | ۱۳۸۷    | علی پیشتاز                                           | تیتراژ برنامه «بدری شو» در شبکه ماهواره‌ای امید ایران      |
| جهنم سرد ۳                     | حامد هاکان                    | ۱۳۸۸    | محمد یاوری                                           | تنظیم: امیر فرجام                                         |
| جهنم سرد (ورژن اصلی)           | حامد هاکان                    | ۱۳۸۸    |                                                      | تنظیم: امیر فرجام                                         |
| وطن                            | حامد هاکان                    | ۱۳۸۸    |                                                      |                                                           |
| قصه‌های شبونه                   | حامد هاکان                    | ۱۳۸۸    | نلی                                                  | ورژن اصلی قطعه «تو نذار» به زبان فارسی و آذری             |
| امشب                           | حامد هاکان                    | ۱۳۸۸    |                                                      |                                                           |
| دریا                           | حامد هاکان                    | ۱۳۸۸    |                                                      | تنظیم: امیر حیدری                                         |
| بین‌الحرمین                     | حامد هاکان                    | ۱۳۸۸    |                                                      | به مناسبت ماه محرم - تنظیم: حامد هاکان و امیر حیدری       |
| یه بوس                         | حامد هاکان                    | ۱۳۸۸    |                                                      | تنظیم: امیر حیدری                                         |
| ما با همیم دوباره              | حامد هاکان                    | ۱۳۸۸    |                                                      | به زبان فارسی و آذری - تنظیم: امیر حیدری                  |
| هیس                            | حامد هاکان                    | ۱۳۸۸    |                                                      |                                                           |
| قدم قدم                        |                               | ۱۳۸۸    | امین عطایی و نیما شمس                                | آهنگ و تنظیم: عابد بسطامی                                 |
| ناموس                          | حامد هاکان                    | ۱۳۸۹    |                                                      | تنظیم ارکستر: تورج دادیان                                 |
| چیکه چیکه                      | حامد هاکان                    | ۱۳۸۸    |                                                      | نسخه نهایی این قطعه در آلبوم «شانس» فرزاد فرزین قرار دارد |
| فرار مغزها                     | حامد هاکان                    | ۱۳۸۹    |                                                      | تنظیم: امیر حیدری                                         |
| راه بازه                       | حامد هاکان                    | ۱۳۹۰    |                                                      | تنظیم: سروش طباطبایی                                      |
| آهای مردُم (مینی‌میکس)           | حامد هاکان                    | ۱۳۹۰    |                                                      |                                                           |
| خودخواه                        | حامد هاکان                    | ۱۳۹۰    |                                                      | به مناسبت تولد حامد هاکان - تنظیم: امیر حیدری             |
| آسمون غربت (ورژن ماکت)         | حامد هاکان                    | ۱۳۹۰    |                                                      |                                                           |
| مواظب خودت باش                 | حامد هاکان                    | ۱۳۹۱    | مسعود فتحی                                           | تنظیم: امیر حیدری                                         |
| آی عاشقا                       | حامد هاکان                    | ۱۳۹۱    |                                                      | ورژن جدید قطعه «بین‌الحرمین» - تنظیم: امیر حیدری           |
| آدم به آدم می‌رسه               | حامد هاکان                    | ۱۳۹۲    |                                                      | ورژن اسلو قطعه «فکر نکن»                                  |
| دنیام بودی ولی                 | حامد هاکان                    | ۱۳۹۲    | مسعود فتحی                                           | تنظیم: بابک مافی                                          |
| دلم گرفته                      | حامد هاکان                    | ۱۳۹۳    |                                                      | ملودی اثر برگرفته از یک موزیک ترکی                        |
| خیلی ممنونم                    | حامد هاکان، علی دیباج         | ۱۳۹۳    |                                                      | آهنگ و تنظیم: علی دیباج                                   |
| با من بمون                     | حامد هاکان                    | ۱۳۹۴    |                                                      |                                                           |
| رسوا                           |                               | ۱۳۹۴    |                                                      | بازخوانی قطعه‌ای از عماد رام                               |
| نفرین به سفر (دمو)             | حامد هاکان                    | ۱۳۹۴    |                                                      | تنظیم: امین کاوه                                          |
| قبوله                          | مریم اسدی                     | ۱۳۹۴    |                                                      | آهنگساز: امید محمدی                                       |
| مجنون لیلا                     | حامد هاکان                    | ۱۳۹۵    |                                                      | تنظیم: سُل رکورد                                           |
| الهی نمیری                     | حسن قانع صمدی                 | ۱۳۹۵    |                                                      | آهنگساز: حسن قانع صمدی                                    |
| آهای خبر نداری (ورژن جدید)     | محسن یگانه                    | ۱۳۹۵    |                                                      |                                                           |
| تلافی                          | ایرج رزمجو                    | ۱۳۹۵    |                                                      | بازخوانی قطعه‌ای از داریوش اقبالی                          |
| مریم پناهم بده                 | حامد هاکان                    | ۱۳۹۵    |                                                      | نوازنده کیبورد: فرهاد نیکزاد                              |
| کی گفته                        | رضا شمسا                      | ۱۳۹۵    |                                                      | بازخوانی قطعه‌ای از عهدیه                                  |
| خونه بی تو                     | حامد هاکان                    | ۱۳۹۵    |                                                      | تنظیم: میلاد کمالی                                        |
| پروردگار                       |                               | ۱۳۹۵    |                                                      |                                                           |
| لای لای دلم (دمو)              | حامد هاکان                    | ۱۳۹۵    |                                                      |                                                           |
| شهر ددان                       | تورج نگهبان                   | ۱۳۹۵    |                                                      | بازخوانی قطعه «سرود آفرینش» از داریوش اقبالی              |
| نقاب شیر (دکلمه)               | حامد هاکان                    | ۱۳۹۵    |                                                      |                                                           |
| مواظب خودت باش (ورژن ماکت)     | حامد هاکان                    | ۱۳۹۵    |                                                      |                                                           |
| خیال کردم (دمو)                | حامد هاکان                    | ۱۳۹۶    |                                                      |                                                           |
| آبروی بابا (دمو)               | حامد هاکان                    | ۱۳۹۶    |                                                      |                                                           |
| وقت خداحافظیمون (دمو)          | حامد هاکان                    | ۱۳۹۶    |                                                      |                                                           |
| فرشته زمینی                    | حامد هاکان                    | ۱۳۹۶    |                                                      | آخرین قطعه ضبط شده توسط حامد هاکان - تنظیم: مجتبی اسدپور  |
| فرار مغزها (ورژن جدید - دمو)   | حامد هاکان                    | ۱۳۹۶    |                                                      |                                                           |
| دعا کن (دمو)                   | حامد هاکان                    | ۱۳۹۶    |                                                      |                                                           |
| لحظه‌ها                         | رضا اشعاری                    | ۱۳۹۶    |                                                      | بازخوانی قطعه‌ای از حبیب                                   |
| ماه و ستاره                    | حامد هاکان                    | ۱۳۹۶    |                                                      |                                                           |
| پریا / دوماد                   | بیژن سمندر / شهرام شب‌پره      | ۱۳۹۷    |                                                      | بازخوانی قطعات «پریا» و «دوماد» از شهرام شب‌پره            |
| مردُم زمونه (دمو)               | حامد هاکان                    | ۱۳۹۷    |                                                      |                                                           |
| بگو (دمو)                      | تورج نگهبان                   | ۱۳۹۷    |                                                      | بازخوانی قطعه‌ای از گوگوش                                  |
| اما من                         | حامد هاکان                    | ۱۳۹۷    | مهدی ذاکری (برادر حامد هاکان)                        |                                                           |
| عصر اون روز                    | حامد هاکان                    | ۱۳۹۷    |                                                      |                                                           |
| نمی‌خوامت (دمو)                 | زهرا کلاته                    | ۱۳۹۷    |                                                      |                                                           |
| تنهام بذار (ورژن اولیه - دمو)  | حامد هاکان                    | ۱۳۹۷    |                                                      |                                                           |
| دختر بیا                       | محلی بندری                    | ۱۳۹۷    |                                                      | بازخوانی قطعه‌ای از داوود بهبودی                           |
| مدیونتم (دمو)                  | حامد هاکان                    | ۱۳۹۷    |                                                      |                                                           |
| پروردگار (ورژن جدید)           | حامد هاکان                    | ۱۳۹۷    |                                                      | تنظیم: پیام پاشا                                          |
| نفرین به سفر (ورژن ماکت - دمو) | حامد هاکان                    | ۱۳۹۸    |                                                      |                                                           |
| احساس بد (دمو)                 | حامد هاکان                    | ۱۳۹۸    |                                                      |                                                           |
| باورم نمیشه (دمو)              | حامد هاکان                    | ۱۳۹۸    | مهدی ذاکری (برادر حامد هاکان)                        |                                                           |
| آهای مردُم (ورژن جدید)          | حامد هاکان                    | ۱۳۹۸    |                                                      | تنظیم: سُل رکورد                                           |
| مدیون تو                       | حامد هاکان                    | ۱۳۹۸    | با صدای نلی و همراهی حامد هاکان                      | تنظیم: عابد بسطامی                                        |

## آهنگسازی برای دیگران
| نام خواننده   | نام ترانه         | ترانه‌سرا   | آهنگساز    | تنظیم‌کننده    | سال پخش | توضیحات                                                     |
| ------------- | ----------------- | ---------- | ---------- | ------------- | ------- | ----------------------------------------------------------- |
| شهرام کوچکمهر | نازنین            | حامد هاکان | حامد هاکان | فراز افشار    | ۱۳۸۵    | از آلبوم «همصدای قلبم»                                      |
| فرزاد فرزین   | چیکه چیکه         | حامد هاکان | حامد هاکان | مهران خلیلی   | ۱۳۸۸    | از آلبوم «شانس»                                             |
| کیارش حسن‌زاده | راه بازه          | حامد هاکان | حامد هاکان | سروش طباطبایی | ۱۳۹۰    | از آلبوم «دارم میرم»                                        |
| کیارش حسن‌زاده | قلب خسته          | حامد هاکان | حامد هاکان | سروش طباطبایی | ۱۳۹۰    | از آلبوم «دارم میرم»                                        |
| مسعود فتحی    | لای لای دلم       | حامد هاکان | حامد هاکان | امیر حیدری    | ۱۳۹۰    | از آلبوم «اتفاقی»                                           |
| محمدرضا طوسی  | یه فنجون عشق تازه | حامد هاکان | حامد هاکان | حامد هاکان    | ۱۳۹۲    |                                                             |
| نیروان محمدی  | ماه و ستاره       | حامد هاکان | حامد هاکان | فرهاد زارع    | ۱۳۹۴    |                                                             |
| نیروان محمدی  | غمگینم            | حامد هاکان | حامد هاکان | فرهاد زارع    | ۱۳۹۴    |                                                             |
| نیروان محمدی  | عروسک             | حامد هاکان | حامد هاکان | فرهاد زارع    | ۱۳۹۴    | این آهنگ با نام «خونه بی تو» با صدای حامد هاکان پخش شده‌است. |
| نیروان محمدی  | وقت خداحافظیمون   | حامد هاکان | حامد هاکان | فرهاد زارع    | ۱۳۹۴    |                                                             |
| نیروان محمدی  | نمی‌خوامت          | زهرا کلاته | حامد هاکان | فرهاد زارع    | ۱۳۹۴    |                                                             |
| امیر شرقی     | حرف آخر           | حامد هاکان | حامد هاکان | امین کاوه     | ۱۳۹۴    |                                                             |
| محمدرضا طوسی  | مردُم زمونه        | حامد هاکان | حامد هاکان | علی ضیا       | ۱۳۹۴    |                                                             |
| امیر حیدری    | دل‌سیاه            | حامد هاکان | حامد هاکان | امیر حیدری    | ۱۳۹۷    |                                                             |